# Bebhionn (vệ tinh)
Bebhionn (phát âm là /ˈbeɪvɪn/ hoặc /ˈbɛvi.ɒn/), hay còn gọi là Saturn XXXVII, là một vệ tinh tự nhiên nhỏ, không đều của Sao Thổ. Phát hiện ra nó được Scott S. Sheppard, David C. Jewitt, Jan Kleyna và Brian G. Marsden công bố ngày 4 tháng 5 năm 2005 từ các quan sát được thực hiện trong khoảng thời gian từ ngày 12 tháng 12 năm 2004 đến ngày 9 tháng 3 năm 2005.
Bebhionn có đường kính khoảng 6 km và quay xung quanh Sao Thổ ở khoảng cách trung bình 16,898 triệu km trong 820,130 ngày với độ nghiêng 41° so với mặt phẳng hoàng đạo (18° so với xích đạo của Sao Thổ) và độ lệch tâm là 0,333. Chu kỳ tự quay của Bebhionn được đo đạc là 16,33±0,03 giờ bằng camera ISS của tàu vũ trụ Cassini.

## Tên gọi
Vệ tinh này được đặt tên vào tháng 4 năm 2007 theo tên của Béibhinn (Béḃinn), một nữ thần trong thần thoại Ireland, người nổi tiếng với vẻ đẹp của mình. Trong tiếng Ireland, Béibhinn/Béḃinn được phát âm là [ˈbʲeːvʲiːn̪ʲ] (giọng miền nam, phát âm gần giống trong tiếng Anh là /ˈbeɪviːn/) hay [ˈbʲeːvʲɪn̪ʲ] (giọng miền bắc, phát âm gần giống trong tiếng Anh là /ˈbeɪvɪn/). Phát âm bh (cổ ḃ) chỉ ra rằng phụ âm thứ hai được mềm hóa thành âm 'v'. Âm o thừa trong cách phát âm không thông thường 'Bebhionn' gợi ý rằng đuôi âm tiết nn lẽ ra là rõ ràng [n̪ˠ], nhưng không được phát âm. Tên gọi này vẫn còn được phát âm như là một từ ghép (và vì thế đôi khi được đánh vần như là 'Bé Binn' v.v....), sao cho nguyên âm không trọng âm không bị giảm thành nguyên âm trung tâm.